# 九九プラス関西
株式会社九九プラス関西（きゅうじゅうきゅうプラスかんさい）は、かつて存在した株式会社九九プラスの子会社。

## 概説
- 関西地区で生鮮コンビニ「ローソンストア100」ならびに「SHOP99」を展開していた。
- 元々はチコマートの関西地区を展開する関西チコマート株式会社として設立された。2003年に九九プラス傘下となるとこれらの店舗は「SHOP99」に転換された。
- 直営店舗は、京都府・大阪府・兵庫県・奈良県の4県に存在した。
- 2009年12月、株式会社九九プラスに吸収合併され解散、同社の関西営業部となる。

## 沿革
- 1995年（平成7年） 関西チコマート株式会社として創業。
- 2001年（平成13年） 設立
- 2002年（平成14年） 株式会社九九プラスが全株式を取得して完全子会社化。
- 2003年（平成15年） 株式会社九九プラス関西に社名変更。
- 2009年（平成21年） 株式会社九九プラスに吸収合併され解散。